# 罗伯特·莱夫科维茨
罗伯特·莱夫科维茨（英語：Robert Lefkowitz，1943年4月15日—）是一位美国医学家，最出名的工作是关于G蛋白偶联受体，为此他赢得了2012年诺贝尔化学奖。他与布莱恩·科比尔卡分享这个奖项。

## 奖项
莱夫科维茨已经获得了无数奖项，包括：
- 2012 诺贝尔化学奖 （与布莱恩·科比尔卡分享）
- 2009 BBVA前沿知识奖，在生物医学的范畴。
- 2009 美国心脏协会研究成就奖[2]
- 2007 美国国家科学奖章 [3][4]
- 2007 邵逸夫獎生命科學與醫學獎 [5]
- 2007 奥尔巴尼医学中心奖在医学和生物医学研究 [6]
- 2003 Lefoulon基金会 – Delalande Grand Prix for Science – 法国研究所 [7]
- 2001 	美国杰西·史蒂文森·科瓦连科勋章 - 美国国家科学院 [8]
- 1992 施贵宝公司心血管研究杰出成就奖 （页面存档备份，存于）
- 1988 盖尔德纳基金会国际奖 [9]